# Sint-Hubertuskerk (Luik)

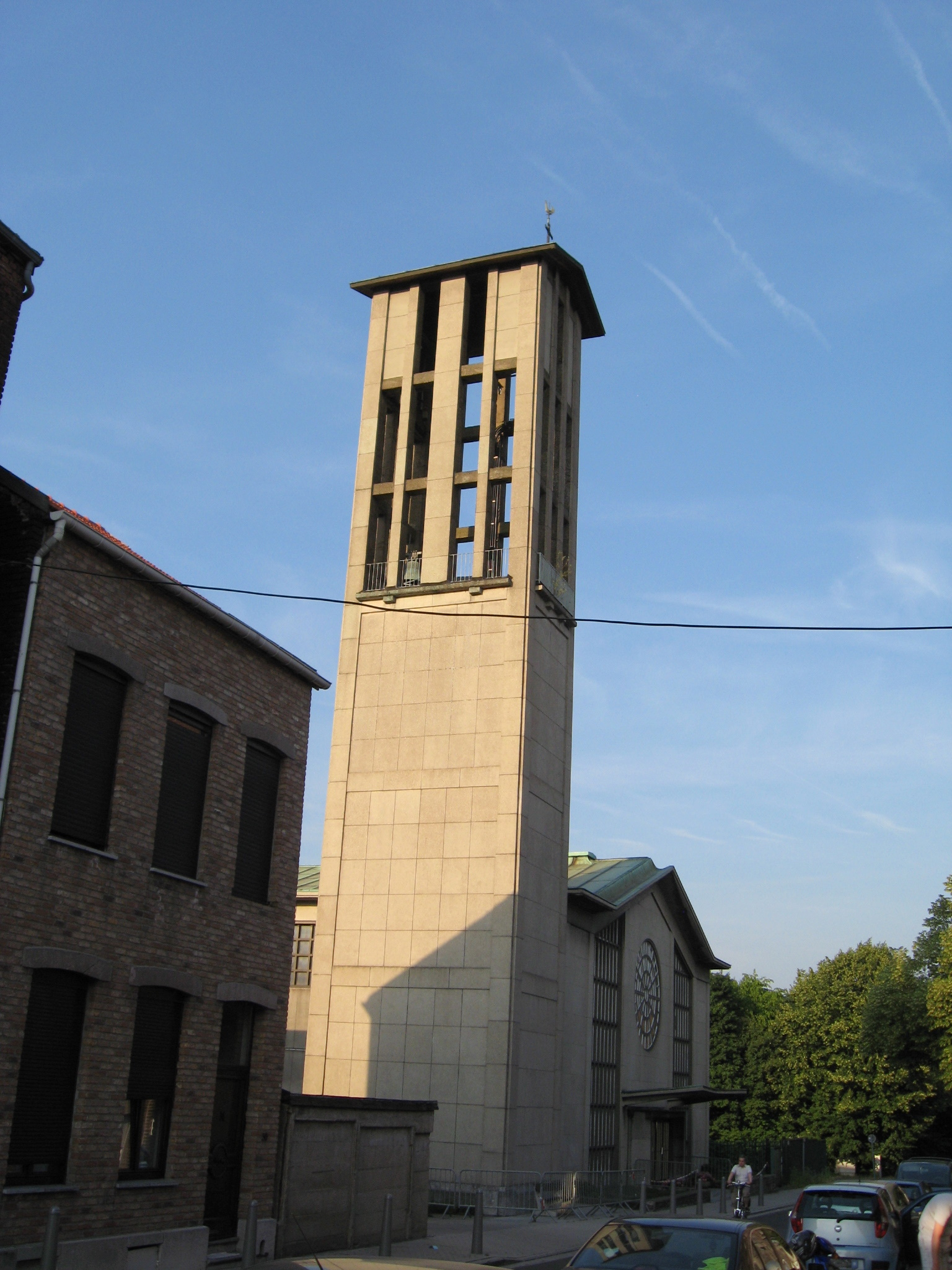
Sint-Hubertuskerk

De Sint-Hubertuskerk is de parochiekerk van de wijk Burenville in de Belgische stad Luik. De kerk is gelegen aan de Rue de l'Espérance 8.
De bouw begon in 1960 en in 1962 werd de kerk in gebruik genomen. Architect was Robert Toussaint. Het is een modernistische zaalkerk op rechthoekige plattegrond, vervaardigd van betonplaten. Links van de voorgevel staat de klokkentoren, die via een korte gang met het kerkgebouw is verbonden.